# Grande Sud (album)
Grande Sud è un album di musica popolare di Eugenio Bennato, pubblicato nel 2008.

## Il disco
Il disco rientra nei criteri del Movimento di Eugenio Bennato Taranta Power.
Il disco contiene 5 brani inediti e 7 "classici" del repertorio del cantante risuonati e riarrangiati.

## Tracce
1. Grande Sud (con Sonia Totaro)
2. Ai naviganti in ascolto
3. Taranta Power
4. Ballata di una madre
5. Che il Mediterraneo sia
6. Grande Sud (con Pietra Montecorvino)
7. Una donna bella
8. Novella
9. L'Anima Persa
10. Sponda Sud
11. Incanto
12. Lucia e la Luna

## Formazione
- Eugenio Bennato – voce
- Stefano Simonetta – basso, chitarra elettrica
- Roberto Belelli – batteria, percussioni
- Francesco Loccisano – chitarra classica, chitarra battente